# Guild Wars: Eye of the North
Guild Wars: Eye of the North est un jeu vidéo développé par ArenaNet et distribué par NCsoft le 31 août 2007. Il s'agit du dernier opus de la série Guild Wars qui clôture l'histoire débutée dans Guild Wars Prophecies.

## Présentation sommaire
Contrairement aux trois premiers opus, ce chapitre de Guild Wars n'est pas un stand-alone mais un add-on PvE nécessitant de posséder l'un des trois premiers chapitres. Ce chapitre est supposé faire la jonction entre Guild Wars et Guild Wars 2. De nouvelles races non-jouables telles que les Asuras, les Norns et les Sylvaris seront donc introduites dans ce chapitre. Ces races, ainsi que les Charrs (qui étaient déjà présents dans Prophecies) sont jouables dans Guild Wars 2.
Les personnages niveau 10 minimum des précédentes campagnes pourront entrer dans cette extension qui comporte des zones de haut-niveau. Cet épisode se déroule au Nord de la Tyrie, dans des Cimefroides du nord, régions glacées, mais aussi des prairies au nord d'Ascalon, ainsi que sur la Côte Ternie, une région au Sud de la jungle de Maguuma.

## Synopsis
Alors que des tremblements de terre secouent la Tyrie et que des créatures étranges ont quitté des souterrains (créés par les Asuras) pour se réfugier à la surface, envahissant les rues des grandes villes (Arche du Lion, Centre de Kaineng et Kamadan, Joyau d'Istan), un groupe d'aventuriers est envoyé explorer une fissure qui s'est ouverte aux alentours. Cette dernière mène à un complexe souterrain, dans lequel les héros trouvent des Nains qui utilisent des barils de poudre pour ouvrir des passages et combattre une nouvelle menace venue des profondeurs du monde : les Destructeurs. Après une brève introduction avec le Moine Nain Ogden Guéripierre et son compagnon Élémentaliste, Vekk, un Asura, une race jusque-là jamais aperçue si près de la surface, le groupe doit s'enfuir à travers une porte Asura pour échapper à des hordes de Destructeurs.
Les aventuriers se retrouvent alors dans le Grand Nord de la Tyrie, dans les Lointaines Cimefroides où ils font la connaissance des Norns, des humains géants capable de se transformer en bête, plus spécialement en ours. Après une brève discussion avec la Norn Jora qui se trouvait dans la caverne sur laquelle débouche la porte Asura, le groupe se met en route vers l’Œil du Nord, une immense tour en ruine d'origine inconnue dans laquelle s'est installée une petite troupe d'humains, l'Avant-garde d'Ebon envoyée dans le Nord par le roi d'Ascalon pour harceler les lignes arrière Charrs. Ils y retrouvent l'Envoûteuse Gwen que certains avaient connue petite fille, avant la destruction d'Ascalon lors de la Fournaise.
Accédant au Panthéon des Hauts Faits situé à l'arrière de l'Œil du Nord, le joueur y trouve un bassin divinatoire et reçoit une première vision le prévenant de l'arrivée des Destructeurs. C'est désormais à lui qu'incombe la tâche de rallier Nains de Deldrimor, Norns, Asura et Humains pour lutter contre cette nouvelle menace

## Environnement
Les zones couvertes par Eye of the North sont des extensions des zones existantes en Tyrie dans Prophecies. La première zone atteinte par les joueurs, les Lointaines Cimefroides, patrie des Norns, présente des hautes montagnes enneigées similaires aux Cimefroides précédemment visitées. Elles sont balayées par des vents glaciaux et habitées par des animaux d’origine arctique. La culture Norn est visiblement d’inspiration scandinave et n’est pas sans rappeler les Vikings.
À l'Est se situe le domaine Charrs, similaire aux terres d'Ascalon pre-fournaise. Pour finir les Cotes ternies, au Sud de la Jungle de Maguuma, domaine des Asuras (style d'architecture d'inspiration Maya et Inca), créateurs des portails souterrains, chassés des entrailles de la Terre par leurs ennemis héréditaires, les Destructeurs.

## Système de jeu

### Nouvelles compétences
Comme chaque opus de Guild Wars, Eye of the North apporte son lot de nouvelle compétences. Les deux tiers sont des compétences classiques, valables tant en PvE comme en PvP, qui peuvent être achetées chez un marchand de compétences, un prêtre de Balthazar (PvP) ou capturées sur un boss, réservées à chaque classe de personnage et dépendantes de la répartition de leurs points de caractéristiques, le tiers restant étant des compétences spécifiques au PvE, données en récompense de quêtes par les quatre races présentes (Norn, Avant-garde d'Ebon (humains), Asuras et Nains de Deldrimor), valables pour chaque classe de personnage, et ne dépendant que de la réputation du joueur auprès de chacune des races. À l'exception des trois compétences de transformation Norn (loup, ours, corbeau), aucune de ces nouvelles compétences n'est une compétence d'élite.

### Réputation
Eye of the North reprend et étend le système de réputation de Nightfall (réputation chez les lanciers du Soleil et l'Ordre du Soupir), mais cette fois-ci pour les quatre races présentes : Norn, Avant-garde d'Ebon (humains), Asuras et Nains de Deldrimor. Le jouer doit accumuler des points de réputation afin d'améliorer sa réputation chez chaque race. Ces points sont accessibles via la chasse (même système que Nightfall, prime donnée par un représentant de la race au début de chaque zone de combat pour chaque ennemie de la zone tuée), les quêtes et les donjon. À chaque nombre défini de points, le jouer passe un niveau en réputation, ce qui améliore son bonus spécifique de zone (santé en territoire Norn, énergie en territoire Asura, dégâts contre les Charrs en territoire Charr/zone d'influence de l'Avant-garde d'Ebon, dégâts contre les Destructeurs en territoire nain et dans les donjons), sa maitrise des compétences de chaque race

### Donjons
Les donjons sont des zones instanciées spécifique, à mi-chemin entre les zones élites des autres opus et les missions. Il y a en tout 18 donjons (dont un donjon élite, composé de quatre donjons indépendants, accessible seulement après avoir fini la campagne) chacun étant divisé en un certain nombre de niveaux (1 à 5) et accessible via une quête auprès d'un personnage non-joueur qui consiste en général à aller tuer le boss du donjon. En plus de la récompense de quête (argent, expérience, points de réputation), le joueur a accès à un coffre spécifique qui apparaît après la mort du boss et qui offre des armes rares (gold, vert) et (mode difficile)/ou (mode normal) une pierre rare (diamant, saphir, gemme d'onyx, etc.).

## Héros
Tout comme Nightfall, Eye of the North permet de recruter des Héros. Cependant, et ce contrairement au précédent opus, ils ne sont pas obligatoire pour effectuer les missions de ce chapitre sauf dans certaines quêtes secondaires.

### Listes des Héros
Les Héros de Eye of the North sont également directement niveau 20 et il existe 10 héros, un pour chaque profession supportée par Guild Wars. Certains sont débloqués en suivant l’histoire de la campagne, d’autres en participant à des activités annexes.
- Ogden Guéripierre : un moine Nain envoyé par le roi Jalis Martelfer en mission pour trouver un moyen de contrer la menace des Destructeurs. Sa patience est souvent mise à l’épreuve par le fort individualisme et l'esprit d’indépendance dont font preuve les Norns.
- Vekk : un élémentaliste Asura engagé par Ogden pour pouvoir activer le réseau de portes Asura permettant de voyager instantanément d’un point à un autre dans les profondeurs de Tyrie.
- Gwen : une envoûteuse humaine, elle a fui sa patrie détruite et cherche à prendre sa revanche sur les Charrs.
- Jora : une guerrière Norn qui chasse un ours terrorisant les villages Norns alentour. Elle a été maudite et ne peut plus se transformer en ourse.
- Kahmu : un derviche humain tenu en haute estime par les Norns. Son recrutement est optionnel et n’influe pas sur la campagne. Il peut être débloqué en le battant au cours du Championnat Norn.
- Xandra : une ritualiste humaine Luxonne envoyée en exil en tant qu’ambassadrice de son peuple auprès du roi d’Ascalon. Son recrutement est optionnel et n’influe pas sur la campagne. Elle peut être débloquée en la battant au cours du Championnat Norn.
- Livia : une nécromante  humaine au service de la Lame Brillante, cherche une arme qui pourrait aider au combat contre le Blanc-Manteau
- Hayda : une parangon humaine au service de la Lame Brillante. Son recrutement est optionnel et n’influe pas sur la campagne.
- Anton : un assassin humain au service de l'Avant-garde d'Ebon. Son recrutement est optionnel et n’influe pas sur la campagne.
- Pyre Fiertir : un rôdeur Charr dissident.

## Éditions

### Boite de précommande
La boîte de précommande, disponible le 20 juillet 2007, permet aux joueurs d´avoir la possibilité de visiter le royaume Norn, en avant-première, du 24 au 27 août 2007. À l'issue de ce week-end, les joueurs conservent et peuvent continuer à utiliser les butins, armes etc. qu´ils ont accumulé durant l'avant-première. Les Héros et compétences débloqués sont cependant verrouillés jusqu'à l'ajout de clé finale du jeu et sa publication le 31 août.
À l'instar des éditions de précommande précédentes, cette édition donne accès à 3 armes exclusives. Un code d'activation est également inclus pour que les joueurs puissent tester les chapitres qu'ils ne possèdent pas déjà.

### Édition standard
Contrairement aux autres chapitres de la série, Eye of the North ne dispose pas d'une édition collector et ne rajoute pas d'emplacements de personnages lors de son ajout au compte. Seul l'édition standard est disponible contenant le manuel et le disque du jeu ainsi qu'un poster.